# Macaque d'Arunachal
Macaca munzala
Espèce
Répartition géographique
Statut de conservation UICN

 EN B1ab(v); D : En danger
Statut CITES
Le macaque d'Arunachal (Macaca munzala) est un singe d'Inde, découvert en 2004 dans la province d'Arunachal Pradesh, aux frontières du Tibet et du Bhoutan.

## Caractéristiques générales
Ce macaque est sympatrique de deux autres espèces de macaques vivant en altitude et dont il est assez proche morphologiquement, le macaque du Tibet, Macaca thibetana et le macaque d'Assam, Macaca assamensis. Comme eux, il appartient au groupe sinica du genre Macaca.
Son pelage très épais est de couleur fauve mêlée de brun foncé ou de noir sur la face dorsale avec des nuances plus ocrées en été et plus grisâtres l'hiver. Le torse et l'abdomen ainsi que les face internes des membres sont de couleur blanche à crème. La tête est munie d'une prohéminence osseuse sur le sommet du crâne et de longs favoris mais pas de barbe à la différence des macaques d'Assam et du Tibet. Sa face rosâtre est légèrement pigmentée de gris. Il se distingue entre autres, par la présence de fourrure noire sur la tête qui encercle une tache ocre, le tout formant une sorte de couronne.

## Reproduction
Parmi les groupes rencontrés lors des études scientifiques, 1 groupe sur 4 seulement était un groupe avec des petits. Seuls les groupes observés d'au moins 16 individus comprenaient des jeunes de l'année. En moyenne, le nombre de ces jeunes représentait 21 % du nombre total d'individus du groupe.
Chez une espèce très proche phylogénétiquement et géographiquement, le macaque du Tibet, nous savons qu'il existe une saison de reproduction en raison du climat montagnard particulièrement rude dans les zones de l'Himalaya. Il serait surprenant que le macaque d'Arunachal, vu son environnement n'ait pas lui aussi une reproduction saisonnière. Cette hypothèse devra être confirmée par de nouveaux travaux scientifiques.

## Organisation sociale
Le macaque d'Arunachal appartient au groupe sinica des macaques, c'est-à-dire qu'il est phylogénétiquement et comportementalement proche des espèces comme le macaque du Tibet, le macaque d'Assam ou le macaque ours. Ces espèces possèdent un système social assez « tolérant », plus proche de ceux des macaques de Sulawesi que du système social de type « despotique » du macaque rhésus ou du macaque japonais. Bien qu'aucune étude détaillée ne soit encore disponible, l'organisation sociale du macaque d'Arunachal ne saurait être très éloignée de celle des espèces du groupe sinica pour lesquelles plus d'informations existent.
Les individus observés appartiennent à des groupes multimâles-multifemelles. La taille des groupes observés varie de 5 à 34 individus, avec une moyenne de 12 individus par groupe.

## Mensurations
À ce jour, seules des mensurations relatives sont disponibles. Chez le macaque d'Arunachal Macaca munzala, la longueur de la queue représente 40 % de la longueur (tête + corps). Ceci est différent de ce que l'on observe chez les espèces les plus proches, le macaque d'Assam, (60 % ou 35 % selon la sous-espèce) et le macaque du Tibet, (10 %).

## Nutrition
Peu d'informations détaillées sont à ce jour disponibles sur le régime alimentaire du macaque d'Arunachal. Cependant, les études montrent que les razzias dans les cultures ont lieu toute l'année, avec un pic de juillet à septembre. Il semble également que ce macaque effectue une transhumance saisonnière à plus de 3500 m d'altitude, vraisemblablement pour y trouver une nourriture particulière.

## Habitat
Le macaque d'Arunachal vit à très haute altitude dans l'ouest de la province d'Arunachal Pradesh, entre 2000 et 3500 m d'altitude. La majorité des macaques ont été rencontrés entre 2000 et 2250 m d'altitude. Plus des trois quarts des macaques rencontrés l'étaient dans des habitats modifiés par l'homme. La moitié des rencontres ont eu lieu dans des forêts de feuillus dégradées ou en pleines zones ouvertes dans le voisinage immédiat des habitations humaines. Ces forêts présentent un degré de perturbation anthropique modéré à fort pouvant prendre la forme de coupes d'arbres, de pâturage par des animaux domestiques, de retrait de la litière végétale. Des troupes ont également été observées à plus de 3000 m dans des forêts de résineux de l'espèce Abies densa.

## Population
Vu la découverte récente de l'espèce et l'étroitesse de la zone où vit le macaque d'Arunachal, il est évident que la taille des populations est faible.
Les seules études disponibles font état de 35 groupes totalisant 569 individus, soit environ 16 individus par troupe. Des informations recueillies auprès des populations locales mentionnent la possibilité de 25 groupes supplémentaires dans la région. Dans le district de Tawang où le plus grand nombre d'individus ont été répertoriés, la densité a pu être estimée à 0,94 groupe et 22,01 individus/km².
Ces études montrent également que le macaque d'Arunachal vit dans des habitats modifiés par l'homme et qu'il peut même y atteindre des densités importante. En revanche, s'il tolère facilement le facteur anthropique, il est régulièrement l'objet de chasse pour les dommages qu'il cause dans les cultures dans cette zone montagneuse de l'est de l'Himalaya où la vie rurale est particulièrement difficile. Ceci souligne l'urgence d'une conservation concertée avec les populations humaines locales.

### Sources externes
- (en) CITES : Macaca munzala Sinha, Datta, Madhusudan & Mishra, 2005  (+ répartition sur Species+) (consulté le 22 mai 2015)
- (en) UICN : espèce Macaca munzala Sinha, Datta, Madhusudan & Mishra, 2005 (consulté le 22 mai 2015)